# Twyster
Twyster war eine deutsche Hard-Rock-Band aus Essen.

## Geschichte
Die Band wurde 1995 gegründet und veröffentlichte 1997 und 1999 ein Album bzw. eine EP im Selbstverlag. Erste größere Resonanz erzielte Twyster mit einer Tournee im Vorprogramm von The Traceelords. Daraufhin folgte ein professionell bei den Midas Twins von Andy Brings (ex-The Traceelords) aufgenommenes Demo, welches zu einem Plattenvertrag bei Massacre Records führte. Dort erschien 2002 das Debütalbum Lunatic Siren. Das zweite und letzte Studioalbum vor der Auflösung war Xplode im Jahr 2005.

## Stil
Die Musik der Band ist stilistisch zwischen Hardrock und Power Metal angesiedelt, dabei „weniger metallisch als Warlock“ und der Gesang weniger aggressiv als Doro. Die Songs des Labeldebüts wurden in einem Review als „knackige und abwechslungsreiche Hardrock-Songs“ und in einem anderen als „plain hard rock“ bezeichnet.
Für das Nachfolgealbum Xplode lautete ein Verdikt „überwiegend flotter Hard Rock/Heavy Metal mit teilweise Power Metal-Anleihen“.
Die Band selbst zog in einem Interview als Einflüsse bzw. Referenzen „vor allem Stormwitch“ sowie Helloween, Blind Guardian und Gamma Ray heran.

## Diskografie
- 1997: Zipper Jaws (Album, Selbstverlag)
- 1999: Eclypse of the Iris (EP, Selbstverlag)
- 2001: Demo (Demo)
- 2002: Lunatic Siren (Album, Massacre Records)
- 2005: Xplode (Album, Massacre Records)